# Coris gaimard

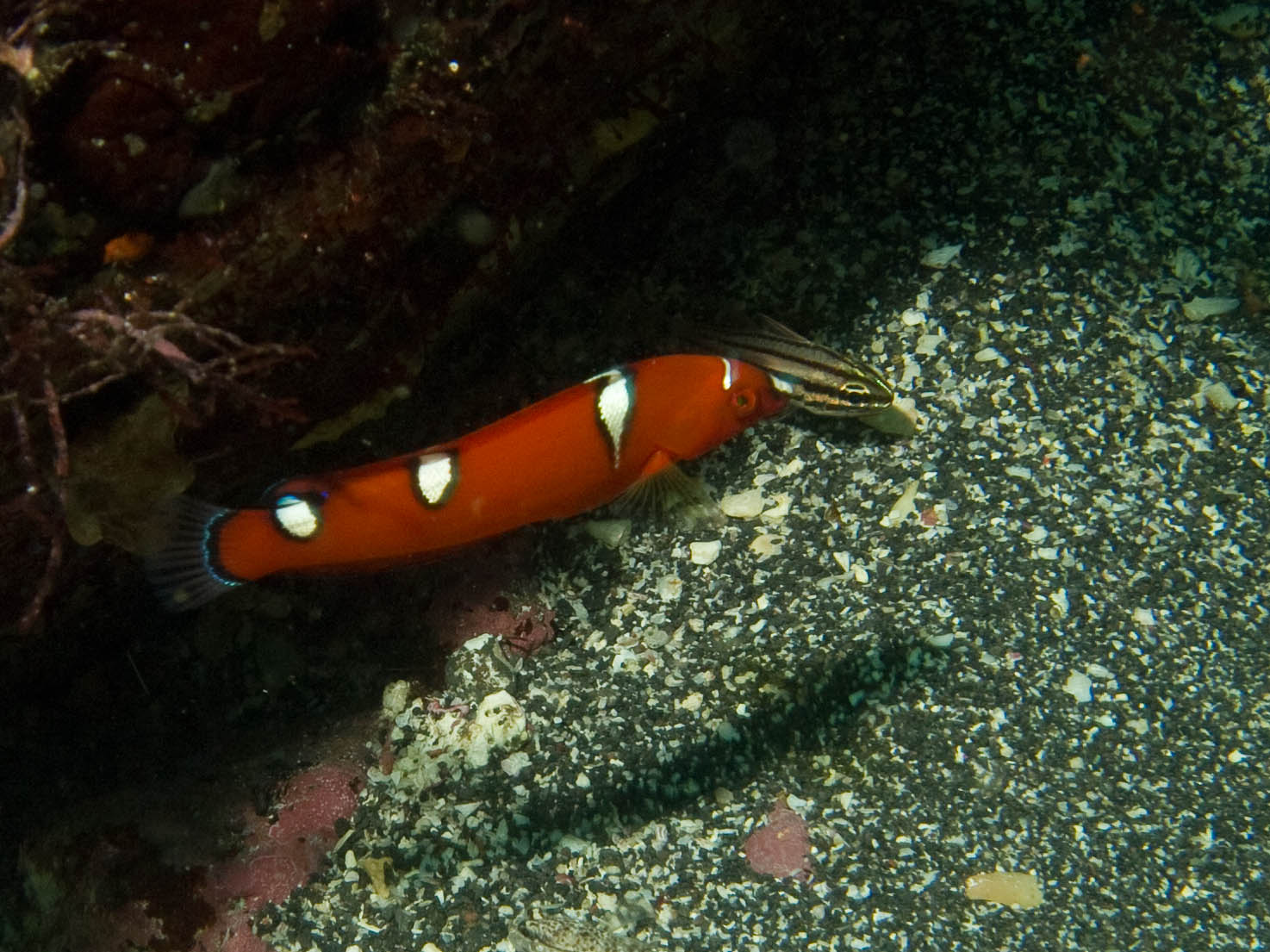
Juvenil de Coris gaimard (Izu, Japão).

Coris gaimard (Quoy & Gaimard, 1824), conhecido como bodião-de-Gaimard, é uma espécie de peixes pertencente à família Labridae, com distribuição natural nas águas tropicais do Índico central e  do Pacífico ocidental, desde a ilha Christmas e ilhas Cocos Keeling até às ilhas Sociedade e Hawaii, e desde o Japão à Austrália.

## Descrição
A espécie habita recifes de coral, ocorrendo em áreas com zonas arenosas rodeadas por cascalho e corais, a profundidades de 1–50 m. A espécie, particularmente os exemplares juvenis, é comercializada para aquariofilia, sendo popular em aquários públicos..
A espécie pode atingir os 40 cm de comprimento total, embora a maioria dos espécimes não exceda os 20 cm de comprimento.
Os juvenis apresentam coloração vermelha brilhante, com grande manchas negras marginadas por zonas esbranquiçadas, semelhantes aos peixes-palhaço. O adultos apresentam coloração rosa na face e nas barbatanas, com a excepção da barbatana caudal que é o amarelo-claro. O corpo é esverdeado, progressivamente escuro em direção à cauda, decorado com manchas azuis brilhantes próximo do pedúnculo caudal. O peixe ganha uma região laranja muito brilhante quando atinge a idade adulta, com a região posterior escurecida e pontilhada com manchas azuis brilhantes bordejadas por anéis com coloração azul escuro.

## Galeria

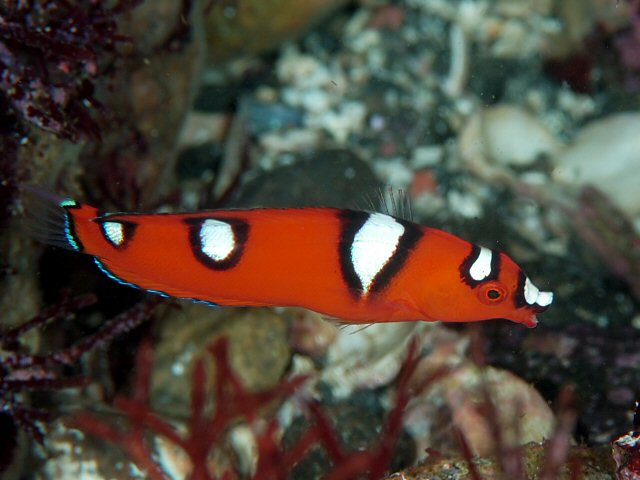
Exemplar juvenil.
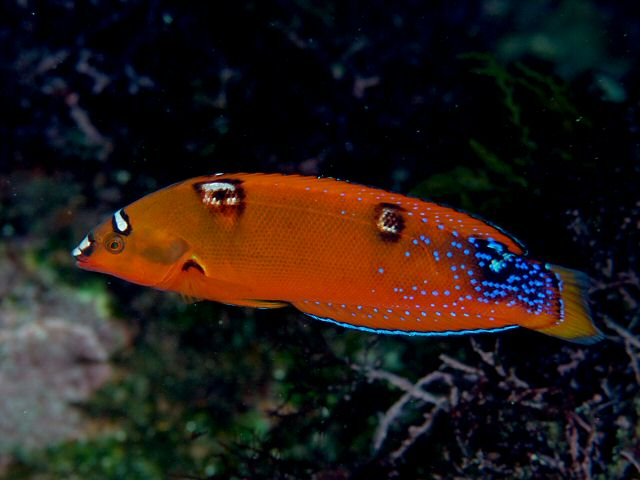
Exemplar subadulto.
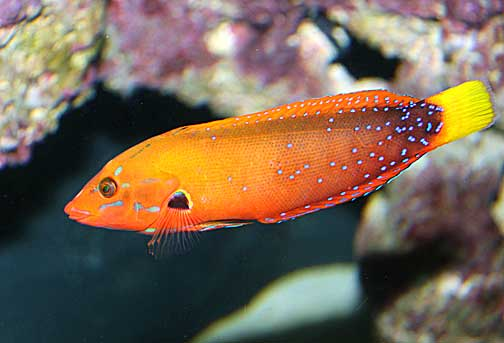
Exemplar adulto fêmea.
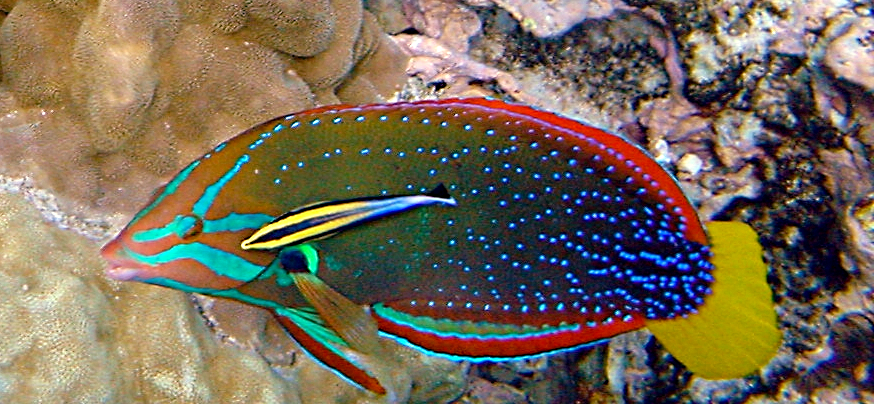
Exemplar adulto macho com Labroides phthirophagus.